# Sílvia Bel i Fransi
|  | Aquest article tracta sobre la poeta catalana. Si cerqueu l'actriu catalana, vegeu «Sílvia Bel i Busquet». |

Sílvia Bel i Fransi (Barcelona, 9 d'octubre de 1982) és una poeta catalana, llicenciada en Periodisme per la Universitat Autònoma de Barcelona i màster de Formació de Professorat de Català per a Persones Adultes per la Universitat de Barcelona. Ha col·laborat en espectacles d'artistes com Sílvia Comes (Esperit de Vinyoli, Aparaulades amb Espriu i Aparaulades amb les dones) i Clara Peya (Bones vibracions).

## Obres
- 2010: L'esbós (7dquatre)
- 2012: Fila índia enfora (Curbet Edicions, CCG)
- 2015: Lluíííís (Viena Edicions)
- 2018: Deixar anar. Soliloqui en mi sostingut (Viena Edicions)[3]

### Col·laboracions
Ha participat en diversos volums col·lectius, com Els fulls de l'escriptori. Els veïnatges de la poesia (Curbet Edicions, 2011), Màscares i reclams: 20 dones poetes interpreten Montserrat Abelló (Curbet Edicions, 2011), Donzelles de l'any 2000. Antologia de dones poetes dels Països Catalans (Editorial Mediterrània, 2013) i Autisme. Trenquem el silenci amb poesia (Viena Edicions, 2014), i també en l'antologia de haikus Llum a les golfes (Viena Edicions, 2018), on hi apareixien poemes de Joan Salvat-Papasseit, Joana Raspall, Josep Palau i Fabre, Màrius Torres, Montserrat Abelló, Rosa Leveroni, Salvador Espriu, Susanna Rafart, entre d'altres.